# Luigi Galeazzo Tenconi
Luigi Galeazzo Tenconi (Legnano, 1899 – Milano, 1973) è stato uno scrittore e traduttore italiano.

## Biografia
Lavorò a lungo per l'editore Barion, di Sesto San Giovanni, per cui tradusse, curò e scrisse libri. Fu prevalentemente traduttore dal francese, e curò alcuni volumi sulla letteratura italiana. Fu autore di due romanzi (Biglietti da mille e Pia de' Tolomei) e due raccolte di poesie che firmò. Pubblicò inoltre altri due romanzi con lo pseudonimo di Louis Dugal.

## Opere

### Curatele
- Giuseppe Giusti, Poesie, Sesto San Giovanni, Barion, 1933
- Francesco de Sanctis, Saggi e Scritti critici e vari, Sesto San Giovanni, Barion, 1936
- Dante Alighieri, Divina Commedia, Sesto San Giovanni, Barion, 1941
- Torquato Tasso, Gerusalemme liberata, Sesto San Giovanni, Barion, 1941
- Publio Virgilio Marone, Eneide, Sesto San Giovanni, Barion, 1942
- Massimo d'Azeglio, Ettore Fieramosca, ossia La disfida di Barletta, Sesto San Giovanni, Barion, 1942
- Francesco de Sanctis, La giovinezza: frammento autobiografico, Sesto San Giovanni, Barion, 1942
- Alessandro Manzoni, I promessi sposi, Sesto San Giovanni, Barion, 1942
- Alessandro Manzoni, Scritti storici, Sesto San Giovanni, Barion, 1942
- Vittorio Alfieri, Vita, Sesto San Giovanni, Barion, 1943
- Francesco Fiorentino, Manuale di storia della filosofia, Sesto San Giovanni, Barion, 1946
- Francesco De Sanctis, Un viaggio elettorale, Sesto San Giovanni, Barion, 1946
- Francesco De Sanctis, Saggi danteschi, Sesto San Giovanni, Azienda Libraria Ambrosiana, 1951
- Silvio Pellico, Le mie prigioni, Milano, Zibetti, 1962

### Poesia
- Auspicando il domani, Sesto S. Giovanni (Milano) A. Barion, Casa Per Ed. Popolari. 1942 CSBN[2]: IT\ICCU\CUB\0630080, su id.sbn.it.
- Valmalenco, Sesto S. Giovanni (Milano) : Ala, Az. Libraria Ambrosiana, 1949 CSBN[2]: IT\ICCU\CUB\0630084, su id.sbn.it.

### Narrativa
- L'avventurata storia di Giannino, Sesto San Giovanni-Milano : Ed. Barion Della Casa Per Edizioni Popolari, 1943 CSBN[2]: IT\ICCU\CUB\0630083, su id.sbn.it.
- Biglietti da mille, Sesto San Giovanni, Barion, 1948 CSBN[2]: IT\ICCU\CUB\0630082, su id.sbn.it.
- Pia de' Tolomei, Milano, Lucchi, 1964 CSBN[2]: IT\ICCU\SBL\0262099, su id.sbn.it.
- Louis Dugal, Tre di quelle: scorribanda a lume di candela, Sesto S. Giovanni : A. Barion, 1946 CSBN[2]: IT\ICCU\CUB\0249393, su id.sbn.it.
- Louis Dugal, Tre di quelle: scorribanda a lume di candela, Milano : Ediz. Leda, 1960 CSBN[2]: IT\ICCU\SBL\0523305, su id.sbn.it.
- Louis Dugal, Le memorie di una cameriera, Sesto S. Giovanni : A. Barion Jr., Casa Per Ed. Popolari, 1948 CSBN[2]: IT\ICCU\CUB\0249390, su id.sbn.it.
- Louis Dugal, Le memorie di una cameriera, Sesto S. Giovanni : Azienda libraria Ambrosiana, 1954 CSBN[2]: IT\ICCU\CUB\0249392, su id.sbn.it.
- Louis Dugal, Le memorie di una cameriera, Milano Ed. Giachini, 1955 CSBN[2]: IT\ICCU\CUB\0249388, su id.sbn.it.

### Traduzioni
- Johannes Jørgensen, Pellegrinaggi francescani, Milano, Morreale, 1926
- Anatole France, Pietro Noziere, Milano, Barion, 1927
- Paul Bourget, Sensazioni d'Italia, Milano, Morreale, 1927
- Alphonse Daudet, Tartarino sulle Alpi: nuove gesta dell'eroe Tarasconese, Milano, Barion, 1928
- Georges Ohnet, Il padrone delle ferriere, Sesto San Giovanni, Barion, 1929
- Fëdor Dostoevskij, Umiliati e offesi, Sesto San Giovanni, Barion, 1932 (con Maria Rakovska)
- Dmitrij Sergeevič Merežkovskij, Il romanzo di Leonardo da Vinci: la rinascita degli dei, Sesto San Giovanni, Barion, 1933 (con Maria Rakovska)
- Stendhal, La Certosa di Parma, Sesto San Giovanni, Barion, 1933
- Fëdor Dostoevskij, I sepolti vivi, Sesto San Giovanni, Barion, 1933
- Marius Uchard, La bevitrice di perle, Sesto San Giovanni, Barion, 1934
- Fëdor Dostoevskij, L'adolescente, Sesto San Giovanni, Barion, 1935 (con Maria Rakovska)
- Antoine Prévost, Manon Lescaut, Sesto San Giovanni, Barion, 1936
- Octave Feuillet, Vita di Pulcinella e le sue numerose avventure, Sesto San Giovanni, Barion, 1936
- Jean Jacques Porchat, Fiabe meravigliose, Sesto San Giovanni, Barion, 1937
- Julius Kapp, Wagner e le donne, Sesto San Giovanni, Barion, 1939
- Théophile Gautier, La marchesa innamorata, Sesto San Giovanni, Barion, 1940
- Fëdor Dostoevskij, L'idiota, Sesto San Giovanni, Barion, 1943 (con Maria Rakovska)
- Anatole France, I racconti di Giacomo Tournebroche, Milano, Efa, 1945
- Marius Uchard, Cocotte!, Sesto San Giovanni, Barion, 1946
- Charles Baudelaire, I fiori del male, Sesto San Giovanni, Barion, 1946
- Henry Bordeaux, Il peccato della sorella, Sesto San Giovanni, Barion, 1946
- Pierre Louÿs, Afrodite: costumi antichi, Sesto San Giovanni, Barion, 1947
- Il libro delle mille e una notte, Sesto San Giovanni, Barion, 1947 (anche curatela)
- Guy de Maupassant, Le professioniste, Sesto San Giovanni, Barion, 1947
- Arthur Rimbaud, Una stagione all'inferno, Sesto San Giovanni, Barion, 1947
- Guy de Maupassant, Tallone prussiano, Sesto San Giovanni, Barion, 1948
- Victor Hugo, Notre-Dame di Parigi, Milano, Rizzoli, 1951
- Harriet Beecher Stowe, La capanna dello zio Tom, Milano, Carroccio, 1951
- André Gide, Corydon, Milano, Corbaccio-Dall'Oglio, 1952
- Frances Hodgson Burnett, Il giardino segreto, Milano, Carroccio, 1952
- Rudyard Kipling, Kim, Milano, Carroccio, 1952
- H. Rider Haggard, Le miniere di re Salomone, Milano, Carroccio, 1952
- Victor Hugo, Novantatré, Milano, Rizzoli, 1952
- Octave Feuillet, Il romanzo di un giovane povero, Milano, Rizzoli, 1952
- Émile Zola, Il sogno, Milano, Rizzoli, 1952
- Frank Gill Slaughter, Non la morte, ma l'amore, Milano, Dall'Oglio, 1953
- Lyman Frank Baum, Il mago di Oz, Milano, Boschi, 1954
- André Castelot, Maria Antonietta, Milano, Rizzoli, 1954
- Prosper Mérimée, Gli amori di Carmen, Milano, Zibetti, 1957
- Émile Zola, Germinale, Milano, Rizzoli, 1957
- Colette, L'ingenua libertina, Milano, Zibetti, 1959
- Victor Hugo, L'uomo che ride, Milano, Rizzoli, 1959
- Antoine Prévost, La bella mussulmana, Milano, Leda, 1959
- Anatole France, Varie donne ed altri racconti, Milano, Leda, 1960 (anche curatela)
- Maurice Percheron, Budda, Milano, Mondadori, 1961
- Elisabeth Werner, A caro prezzo, Milano, Lucchi, 1962
- Guy de Maupassant, Le mogli infedeli, Milano, Leda, 1962
- Guy de Maupassant, Il piacere, Milano, Leda, 1962
- Émile Richebourg, La capinera del mulino, Milano, Lucchi, 1963
- Benjamin Constant, L'Adolfo, Milano, Leda, 1963
- Émile Zola, L'assommoir, Milano, Rizzoli, 1964
- Stendhal, L'amore, Milano, Zibetti, 1965
- Émile Richebourg, Mamma Rosa, Milano, Lucchi, 1969